# Crveni teror
 Ovo je glavno značenje pojma Crveni teror. Za druga značenja pogledajte Crveni teror (razdvojba).
Crveni teror (ruski:красный террор, krasnyj terror) je izraz koji u širem smislu označava strahovladu, odnosno kampanje masovnog ubijana civila, zatvaranja i izvansudskih likvidacija koje su boljševičke vlasti Sovjetske Rusije za vrijeme građanskog rata od 1918. do 1922. provodile nad tzv. "klasnim neprijateljima", odnosno istaknutim pripadnicima ruskog plemstva, buržoazije, bijele inteligencije, nedužnim civilima te svim osobama koje su podržavale ili za koje se pretpostavljalo da bi mogli podržavati kontrarevoluciju (kao što su bivši carski oficiri, državni službenici, svećenici, kozaci, kulaci i dr.). U užem smislu se taj izraz, prije svega u sovjetskoj historiografiji odnosi na kampanju koju je 2. rujna 1918. službeno objavio predsjednik Sovjetske Rusije Jakov Sverdlov, a tri dana kasnije odobrilo Vijeće narodnih komesara RSFSR kao reakciju na neuspjeli atentat Fani Kaplan na Lenjina i ubojstvo šefa petrogradske Čeke Mojsija Urickija u prethodnom mjesecu. Iako je ta kampanja službeno okončana u listopadu, u manjem ili većem omjeru se nastavila sve do samog završetka građanskog rata te formalne uspostave Sovjetskog Saveza 1922.
Procjene za ukupni broj stradalih u crvenom teroru kreću se u rasponu od 50.000 do 140.000,  pa čak i do milijuna.